# ویلیام اچ اندروز (زیست‌شناس)
پروفسور ویلیام هنری "بیل" اندروز (به انگلیسی: William Henry "Bill" Andrews) (زادهٔ ۱۰ دسامبر ۱۹۵۱ در ساگیناو، میشیگان) یک زیست‌شناس ملکولی و پیری‌شناس آمریکایی است که کارش را بر روی جستجوی راهی برای درمان پیرش انسان متمرکز کرده‌است. اندروز بنیان‌گذار و رئیس شرکت زیست‌فناوری سیرا ساینسز است.

## زندگی شخصی
اندروز یک دوندهٔ اولتراماراتون ماهر است. او بارها مسافت‌هایی به درازای ۱۳۸ مایل را دویده‌است. در سال‌های ۲۰۰۸ و ۲۰۰۹، او توانست اولتراماراتون بدواتر، مسابقه‌ای ۱۳۵ مایلی در امتداد دث ولی را در دمایی بیش از ۴۹ درجهٔ سلسیوس به پایان برساند.